# Елман Зейналов
Елман Зейналов е азербайджански дипломат.
Завършва история в Азербайджанския държавен университет.
Посланик е на Република Азербайджан в Република България от 16 юни 2005 г.